# Smithfield (Birmingham)
Pour les articles homonymes, voir Smithfield.
Smithfield était un quartier du centre-ville de Birmingham, en Angleterre, au sud-est des marchés de Bull Ring.

## Marché de Smithfield
La région était à l'origine le site du Manoir de Birmingham dans lequel la famille de Birmingham avait vécu pendant des siècles. La maison était tombée en ruine, une situation dans laquelle elle s'était trouvée à plusieurs reprises depuis le XVIe siècle.
Le manoir a été acheté par les Commissaires de rue de Birmingham à Sir Thomas Gooch. La maison est démolie et les douves comblées en 1816. Douze pieds de limon ont été retirés du fossé. L'établissement d'un marché dans la région a été rendu possible par le manque de densité des bâtiments et a été décrit en 1848 comme "une zone spacieuse". Il a été construit à l'emplacement des douves de l'ancien manoir.
Le marché de Smithfield a été ouvert le jeudi 29 mai 1817 à la foire de Pentecôte par les Commissaires de rue de Birmingham. Le coût total du développement était de 3 223 £, le coût de construction étant de 2 449 £. Le résultat de l'ouverture du marché a été le retrait des animaux de ferme des rues et l'augmentation de l'espace pour le commerce de détail. En raison de la proximité des marchés, Smithfield est également devenu un centre commercial, établissant son propre marché de bétail et de chevaux qui vendait occasionnellement du foin et de la paille le Michaelmas en 1817. Une loi du Parlement a été adoptée le la même année a forcé le marché des moutons et des porcs, qui avait eu lieu sur New Street. Le marché s'est encore agrandi en 1883 lorsqu'un marché de légumes en gros a ouvert sur une partie du site de Smithfield. Le marché aux porcs de Smithfield a été déplacé vers un nouveau site sur Montague Street en 1897 et le marché aux bestiaux a suivi en 1898. Le marché aux légumes a repris le marché en 1900, cependant, un marché d'occasion hebdomadaire et bihebdomadaire, connu sous le nom de Rag Fair s'y est également tenue d'avant 1912 jusqu'en 1957. Le marché de Smithfield a décliné en raison de la popularité croissante du marché de la viande morte.
Le marché a fermé dans les années 1960 après avoir été acheté par le Conseil municipal de Birmingham pour la construction de l'Inner Ring Road et la construction de nouveaux marchés de gros. L'ensemble du site a été dégagé en 1975. Lors des travaux de dégagement, plusieurs gros blocs de grès ont été enlevés qui auraient pu former la paroi interne des douves. De plus, d'autres maçonneries ont été découvertes mais pour des raisons de temps et d'argent, aucune fouille détaillée n'a eu lieu menant à la production d'un plan d'étage. Toutes les roches récupérées ont été déplacées vers le Château de Weoley bien que rien n'ait été fait depuis.
Smithfield Market avait également été une zone de rencontre publique populaire avec un événement notable étant l'assemblée de 5 000 enfants noirs pour le régal hivernal des Birmingham Street Robins. Ils ont marché jusqu'au Drill Hall de Thorpe Street, où ils ont bu du thé, mangé des gâteaux et reçu des cadeaux de Noël composés de fruits, de vêtements, de livres et de jouets, fournis par de nombreuses organisations caritatives et des particuliers.

## Transport
Smithfield était également un terminus de tramway pour la ville. Au fur et à mesure que la congestion se développait à Smithfield, il a été décidé qu'il devrait être transféré à Station Street et en juin 1885, les travaux pour le faire ont commencé.

## La région à l'heure actuelle

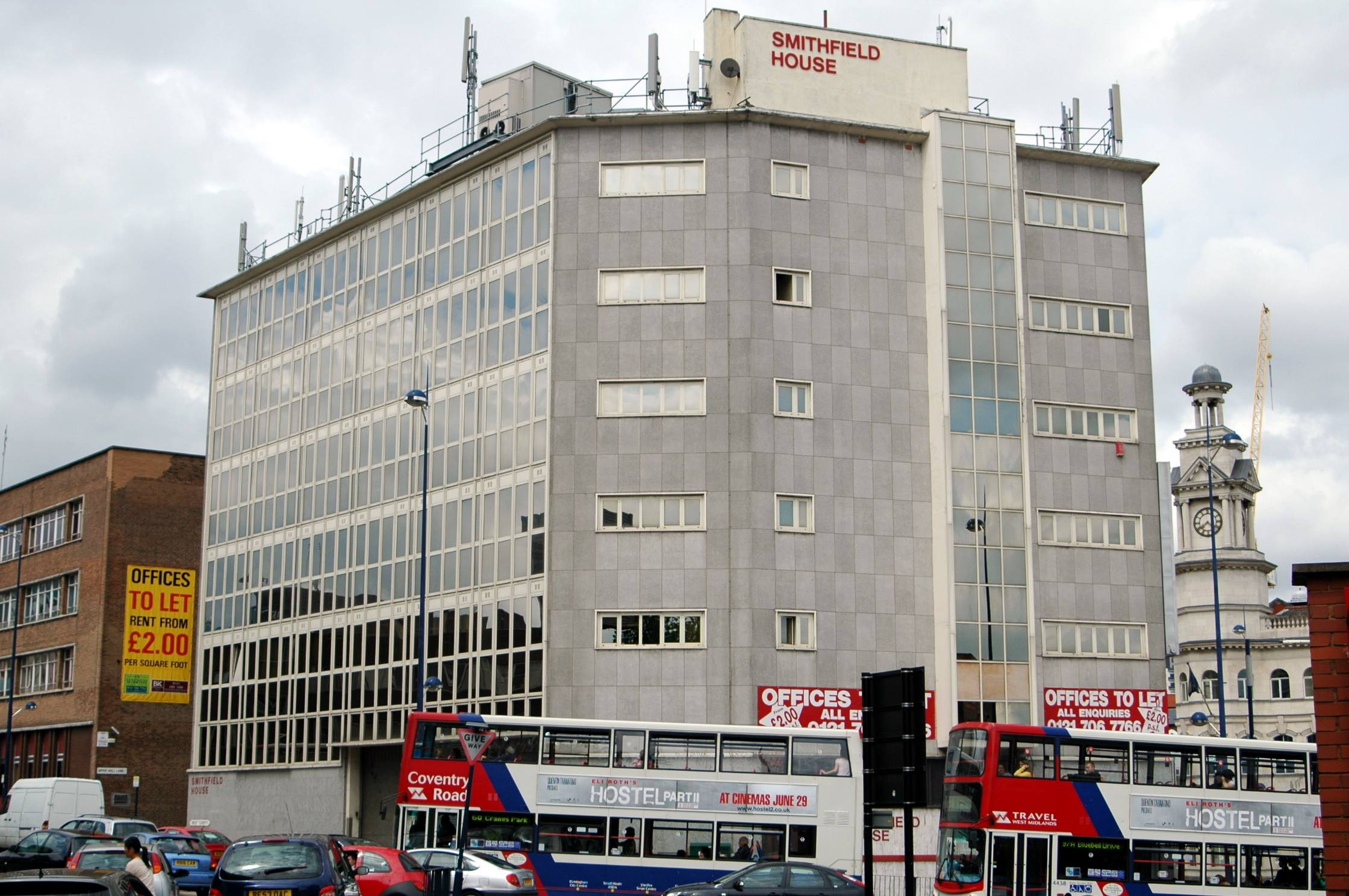
Smithfield House vu depuis Moat Lane Park, l'ancien site du marché et du manoir.

Aujourd'hui, le quartier a totalement disparu. Smithfield Markets s'est agrandi pour devenir le Bull Ring Indoor Market a été reconstruit et ouvert avant le réaménagement du centre commercial Bullring. Des marchés en plein air se tiennent devant l'entrée. Le Bull Ring Rag Market a été démoli dans le cadre du développement et un parking à plusieurs étages a été construit. Les marchés ont adopté le nom de Bull Ring et ont perdu le nom de Smithfield. Le site d'origine du marché de Smithfield est maintenant le parking de Moat Lane. Smithfield Street, qui reliait Bradford Street (alors Moat Row) à Digbeth High Street a été renommée Mill Lane.
Il y a très peu de rappels de l'existence de Smithfield. Smithfield House, un immeuble de bureaux avec commerce de détail au rez-de-chaussée, autrefois occupé par Reddingtons Rare Records, délimité par Upper Mill Lane, Moat Lane et Digbeth High Street est juste en face du site de l'ancien marché. À l'intérieur du nouveau parking à plusieurs étages de Pershore Street se trouve une passerelle appelée Smithfield Passage.
Le nom de Moat Lane fait référence aux douves qui entouraient autrefois le manoir sur le site.
Et le site sera également l'hôte des Jeux du Commonwealth de 2022, avec comme discipline, le basket-ball à trois, le basket-ball en fauteuil roulant et le beach-volley, organisé dans les 2 arènes du temps des Jeux sur mesure sur le terrain.